# Comayagua (departement)
Departamento de Comayagua är ett departement i Honduras. Det ligger i den västra delen av landet, 70 km nordväst om huvudstaden Tegucigalpa. Antalet invånare är 390 643. Arean är 5 124 kvadratkilometer.
Terrängen i Departamento de Comayagua är huvudsakligen bergig, men österut är den kuperad.
Departamento de Comayagua delas in i kommunerna:
1. Ajuterique
2. Comayagua
3. El Rosario
4. Esquías
5. Humuya
6. La Libertad
7. Lamaní
8. Las Lajas
9. La Trinidad
10. Lejamaní
11. Meámbar
12. Minas de Oro
13. Ojos de Agua
14. San Jerónimo
15. San José de Comayagua
16. San José del Potrero
17. San Luis
18. San Sebastián
19. Siguatepeque
20. Taulabé
21. Villa de San Antonio

Följande samhällen finns i Departamento de Comayagua:

- Comayagua
- Siguatepeque
- Villa de San Antonio
- Ajuterique
- La Libertad
- Taulabé
- Lejamaní
- Minas de Oro
- Flores
- Las Lajas
- El Rosario
- San Luis
- Lamaní
- San Jerónimo
- El Rincón
- El Rancho
- San Sebastián
- Concepción de Guasistagua
- El Sauce
- Esquías
- El Porvenir
- Potrerillos
- Humuya
- Cerro Blanco
- Jamalteca
- Aguas del Padre
- Valle de Ángeles
- El Socorro
- San José del Potrero
- San José de Comayagua
- Río Bonito
- San Antonio de la Cuesta
- El Agua Dulcita
- Las Mercedes
- San Nicolás
- San José de Pane
- Jardines
- El Buen Pastor
- Palo Pintado
- Meámbar
- La Trinidad